# Ferrari SF90 Stradale
El Ferrari SF90 Stradale es el primer automóvil superdeportivo híbrido eléctrico enchufable producido por el fabricante italiano Ferrari de 2019 a 2024. Su nombre hace referencia a los 90 años de la Scuderia Ferrari (SF) fundada en 1929; y al nombre del monoplaza de la misma marca en la Fórmula 1 de la temporada 2019, llamado SF90.

## Presentación
El Ferrari SF90 Stradale fue presentado el 29 de mayo de 2019 en Maranello. Casualmente, fue presentado en Viena, Austria, el mismo día del entierro del expiloto de la Fórmula 1 Niki Lauda, fallecido el 20 de mayo de 2019. Niki, triple campeón del mundo de Fórmula 1, compitió en 3 temporadas con la Scuderia Ferrari de las cuales alzó el trofeo del campeonato mundial en dos ocasiones.
El SF90 Stradale (nombre del proyecto F173), es el primer modelo híbrido recargable de serie del fabricante italiano del Cavallino Rampante, exceptuando el súper auto híbrido (no enchufable) Ferrari LaFerrari.

## Diseño

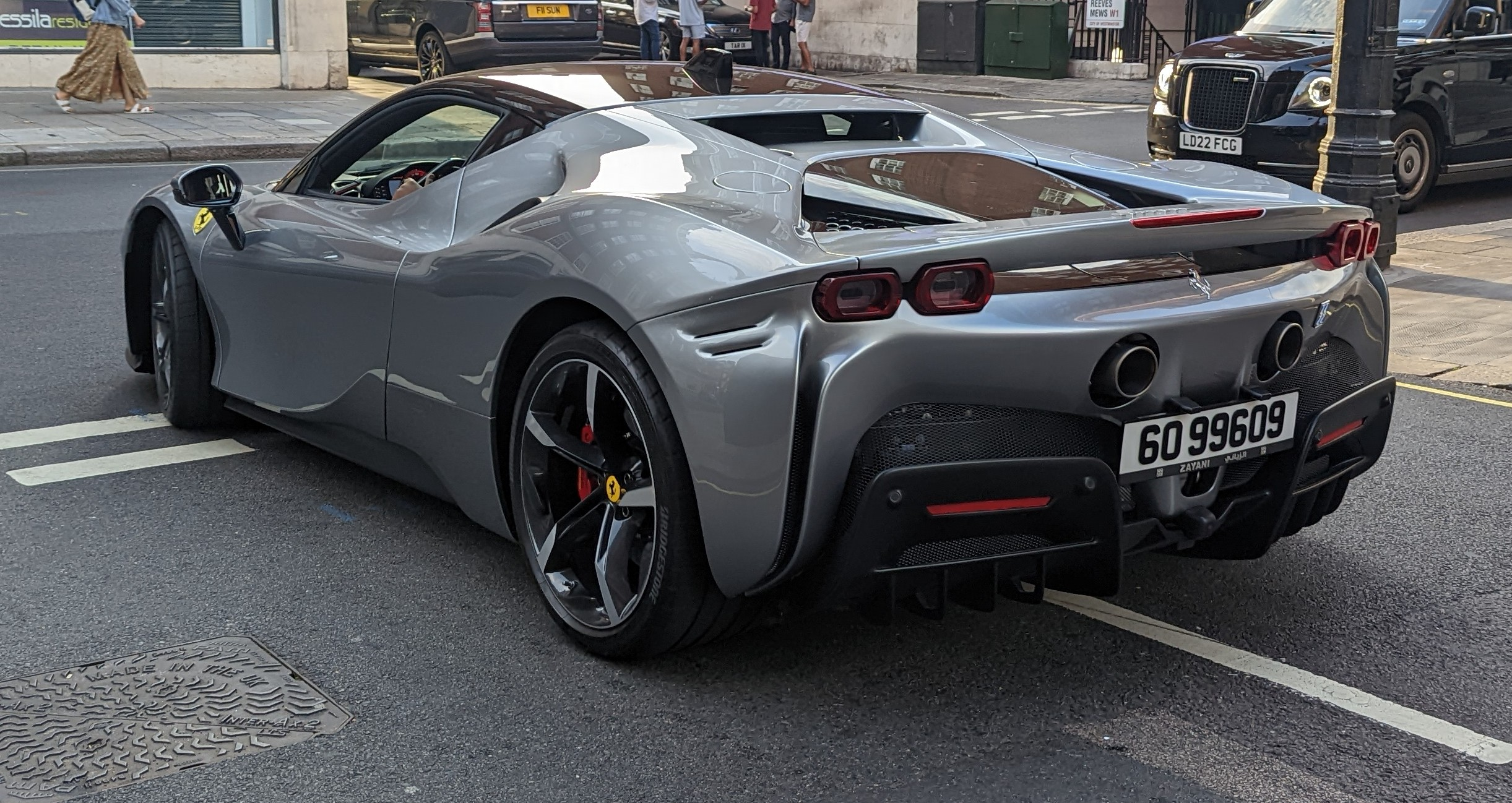
Vista lateral-trasera

El fabricante afirma que el SF90 Stradale puede generar 390 kg (860 libras) de carga aerodinámica a 250 km/h (155 mph), debido a los nuevos descubrimientos en aerodinámica térmica.
La característica principal del diseño es el alerón trasero de dos piezas, que es una aplicación del alerón trasero móvil (DRS) utilizado en la Fórmula 1. Un elemento fijo en el ala incorpora la luz trasera, las partes móviles del ala, llamadas "cierre Gurney" por el fabricante, se integran en el cuerpo mediante el uso de actuadores eléctricos para maximizar la fuerza descendente. El SF90 Stradale utiliza una evolución de los generadores de vórtices de Ferrari montados en la parte delantera del coche.
Se emplea un diseño de cabina delantera para utilizar las nuevas piezas aerodinámicas del automóvil de manera más efectiva y para incorporar radiadores o los requisitos de enfriamiento del sistema híbrido. El diseño es una estrecha colaboración entre Ferrari Styling Centre y los ingenieros de Ferrari.
La parte trasera del auto transporta muchos elementos icónicos de estilo Ferrari, como los contrafuertes voladores. La cubierta del motor se ha mantenido lo más baja posible para maximizar el flujo de aire. Según el diseñador principal del automóvil, Flavio Manzoni, el diseño del se encuentra entre el de una nave espacial y un automóvil de carreras. El perfil lateral trasero se remonta a los utilizados por la marca en la década de 1960 en el 330 P4.

## Especificaciones

### Batería y modos de manejo
Además del motor de combustión interna, está equipado con una batería de ion de litio de 7,9 kWh (28 MJ) para el frenado regenerativo, dando al coche un alcance eléctrico de 25 km (15,5 millas). Cuenta con cuatro modos de manejo, dependiendo de las condiciones del camino. Estos modos son cambiados con la perilla del Manettino, presente en el volante.
En el modo E-Drive, se usan solamente los motores eléctricos. En el modo híbrido, se usan tanto el motor de gasolina, como los eléctricos, que es el modo predeterminado del coche que, a través de una computadora de a bordo (llamada control lógico), también apaga el motor si las condiciones son ideales a fin de ahorrar combustible, mientras permite al conductor encender el motor nuevamente. El modo Performance (desempeño) mantiene funcionando el motor a fin de cargar las baterías y mantiene la respuesta del coche, para así optimizar el rendimiento. El modo Quality (calidad) usa la planta motriz a su máximo potencial.
El sistema de control lógico hace uso de tres áreas primarias: los controles de alto voltaje del coche (incluyendo las baterías); el RAC-e (control eléctrico del eje de rotación) o sistema vectorial de par; y el MGU-K junto con el motor y la transmisión.

### Planta motriz
Está equipado con tres motores eléctricos, añadiendo una potencia de 220 CV (217 HP; 162 kW) a un motor V8 biturbo con una potencia máxima de 780 CV (769 HP; 574 kW) a las 7500 rpm. El coche produce una potencia total combinada de 1000 CV (986 HP; 736 kW) a las 8000 rpm y un par máximo de 800 N·m (590 lb·pie) a las 6000 rpm.
El motor es una evolución de la unidad encontrada en los modelos 488 Pista y del F8 Tributo. La capacidad del motor ha sido incrementada a 3990 cm³ (4 L; 243,5 plg³) y el diámetro también ha crecido a 88 mm (3,46 pulgadas), mientras que la carrera es de 82 mm (3,23 pulgadas). El múltiple de admisión y el sistema de escape han sido completamente modificados. Las cabezas del motor son más estrechas y los inyectores de combustible centrales son todos nuevos, que trabajan a una presión de 350 bares (4975 psi; 34 300 kPa). El ensamble para los turbocompresores es más bajo que el del sistema de escape y el motor se encuentra 50 mm (1,97 pulgadas) más bajo en el chasis que los otros modelos con motor V8 central, a fin de mantener un centro de gravedad más bajo. El motor utiliza volantes de inercia más pequeños y un múltiple de escape de Inconel.
Las ruedas delanteras son impulsadas por dos motores eléctricos (uno en cada rueda), proveyendo un par vectorial. También funcionan como marcha de reversa, ya que la transmisión principal no tiene reversa.

### Transmisión
El V8 está acoplado a una nueva caja de cambios de doble embrague de ocho velocidades, que pesa 10 kg (22 libras) menos y es más compacta que las existentes de siete velocidades, usadas por otras ofertas del fabricante, debido a la ausencia de la dedicación en la reversa y a que los motores eléctricos montados en el eje delantero, proporcionan la reversa; y un tercer motor eléctrico va montado en la transmisión. Esta nueva transmisión también realiza los cambios de las marchas un 30% más rápido (200 ms).

### Interior
Una pantalla curva de 16 pulgadas (40,6 cm) ubicada detrás del volante, despliega diversas estadísticas vitales del coche al conductor. El coche también emplea una nueva pantalla frontal de visualización que puede ser reconfigurada por sí misma, de acuerdo con el modo de manejo seleccionado. El volante es el mismo tomado del 488, pero ahora se caracteriza por tener múltiples capacidades de interfaces táctiles para controlar las diversas funciones del coche. Las otras levas y botones convencionales son retenidas. El interior también canalizará el sonido del motor al conductor, de acuerdo con el fabricante.

### Manejo
Emplea el eSSC (control de deslizamiento lateral eléctrico), que controla la distribución de par a las cuatro ruedas. Es combinado con el eTC (control de tracción eléctrico), un nuevo sistema de freno-por-cable que combina el sistema tradicional de frenado hidráulico y los motores eléctricos para proveer una óptima vectorización en la frenada regenerativa y de par.

### Chasis
El chasis totalmente nuevo del coche, combina aluminio y fibra de carbono para mejorar la rigidez estructural y proveer de una plataforma más adecuada para el sistema híbrido. El coche tiene un peso en seco total de 1570 kg (3461 libras), después de combinarlo con los 270 kg (595 libras) que pesa el sistema eléctrico.

### Desempeño
Ferrari afirma que es capaz de acelerar de 0 a 100 km/h (0 a 62 mph) en 2.5 segundos, de 0 a 200 km/h (0 a 124 mph) en 6.7 segundos y alcanzar una velocidad máxima de 340 km/h (211 mph).

## SF90 Spider

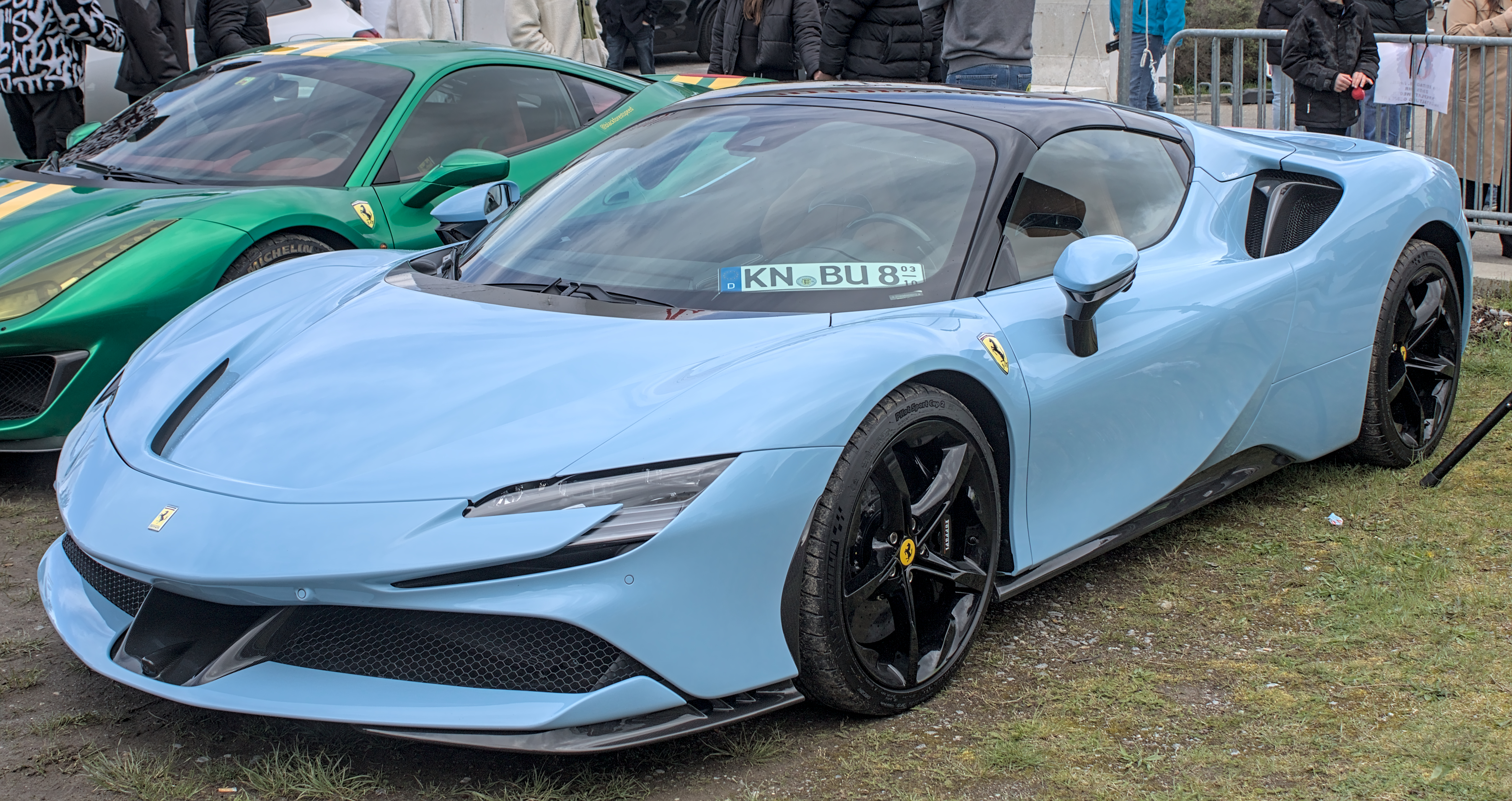
SF90 Spider

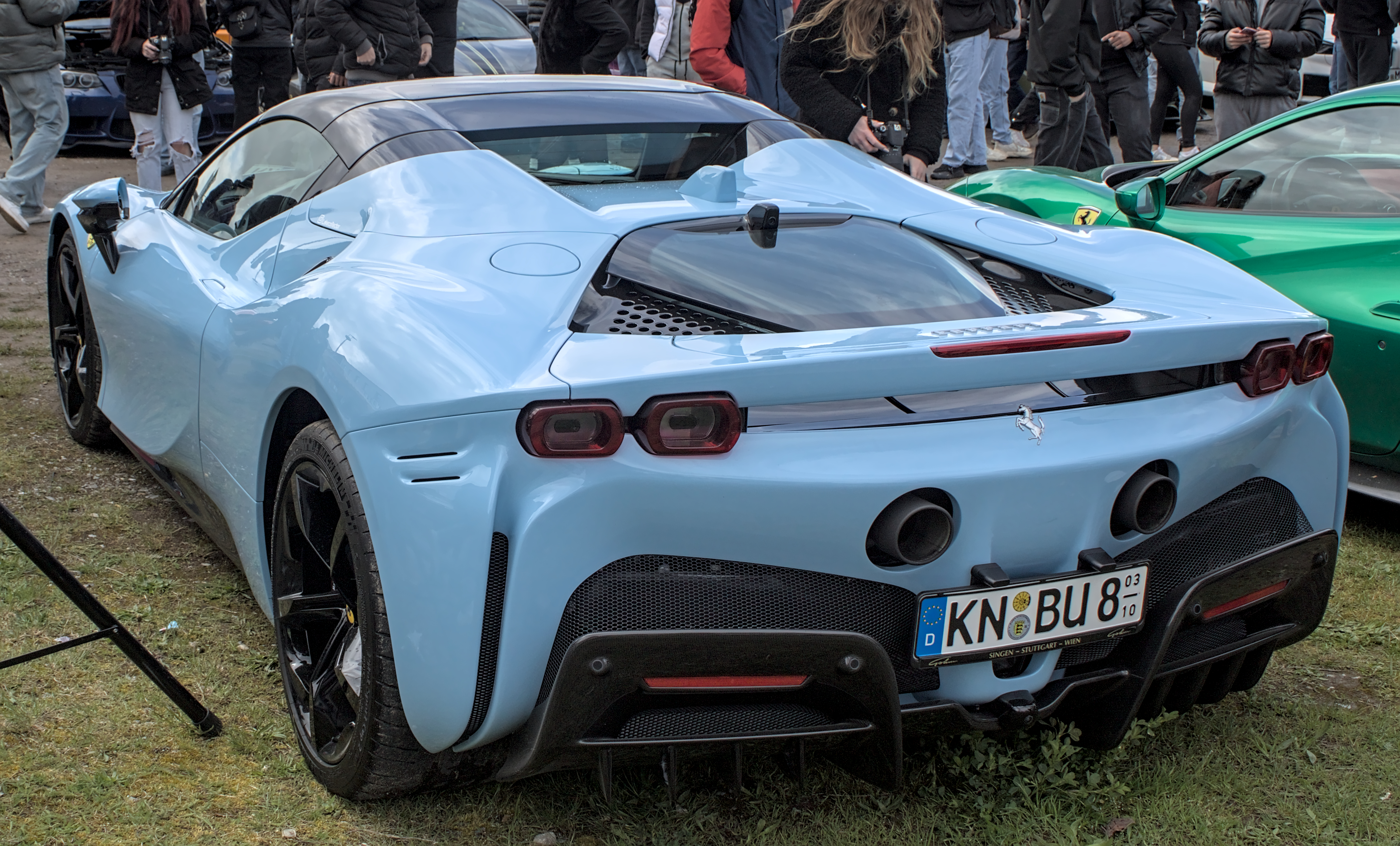
Vista trasera

Es la versión descapotable biplaza con techo rígido plegable con un sistema de híbrido enchufable. Mecánica y estructuralmente es prácticamente idéntico al cupé que se presentó en mayo de 2019 como homenaje al 90.º aniversario de la creación de la Scuderia Ferrari. Su techo está fabricado en aluminio y, según el propio fabricante, tiene unos 100 L (3,5 pies cúbicos) de volumen, pesando unos 40 kg (88 libras) menos que los de las soluciones tradicionales de techo duro. Tiene un mecanismo de apertura y cierre automático que necesita 14 segundos para completar el proceso, incluso con el vehículo circulando. La luneta que hay tras los dos asientos delanteros, que al mismo tiempo hace de cortavientos, tiene accionamiento automático.
El V8 desarrolla 780 CV (769 HP; 574 kW) a las 7500 rpm y 800 N·m (590 lb·pie) a las 6000 rpm. El primero de los motores eléctricos está ubicado entre la transmisión y el motor de combustión interna y los dos restantes, en el eje delantero, cada uno se encarga de mover de manera independiente las ruedas de ese eje. Cuando funcionan los cuatro a la vez, la potencia máxima combinada es de 1000 CV (986 HP; 736 kW); y cuando están activos dos delanteros hasta 220 CV (217 HP; 162 kW). Puede alcanzar hasta 25 km (16 millas) a una velocidad de hasta 135 km/h (84 mph) utilizando únicamente la energía acumulada en una batería de 7,9 kWh (28 MJ) de capacidad. Está acoplado a una caja de cambios de doble embrague automática de ocho velocidades, siendo 10 kg (22 libras) más ligera que la de otros modelos de la gama Ferrari, debido a que no tiene reversa, ya que se logra con los motores eléctricos.
Sus prestaciones son prácticamente idénticas a las del SF90 Stradale: acelera de 0 a 100 km/h (0 a 62 mph) en 2.5 segundos, de 0 a 200 km/h (0 a 124 mph) en 7.0 segundos y una velocidad máxima de 340 km/h (211 mph). El peso en seco es de 1670 kg (3682 libras), es decir, 100 kg (220 libras) más que el cupé, con una distribución de peso de un 45 % en el eje delantero y un 55 % en el trasero. Al igual que en el cupé, tiene unos apéndices aerodinámicos móviles bajo la defensa delantera y un alerón posterior que modifica su posición en función del modo de manejo seleccionado. Según el fabricante, la carga aerodinámica es de 390 kg (860 libras) cuando circula a 250 km/h (155 mph); solamente con el uso del alerón trasero, es capaz de generar 70 kg (154 libras) de downforce sobre el eje trasero. Tiene rines forjados de 20 pulgadas (50,8 cm) de diámetro. En el eje delantero, los neumáticos son de medidas 255/35, mientras que en el trasero de 315/30. Los frenos de disco son de material carbono-cerámico de 398 mm (15,7 pulgadas) de diámetro en el eje delantero; y de 360 mm (14,2 pulgadas) en el trasero. Opcionalmente, se ofrecía un paquete de equipamiento llamado Assetto Fiorano, que incluía unos amortiguadores distintos Multimatic GT-Racing, varios elementos de la carrocería fabricados en fibra de carbono y titanio, unos neumáticos Michelin Pilot Sport Cup 2 diseñados para circular habitualmente en circuito, pero homologados para carreteras abiertas al tráfico pintados en acabado bitono. La instalación de este paquete representa un ahorro de peso de unos 30 kg (66 libras).
En su interior el panel de instrumentos es idéntico al del cupé, con una pantalla curva de 16 pulgadas (40,6 cm) cuyo contenido se puede personalizar. El volante tiene varias superficies táctiles que sirven para interactuar con el sistema multimedia, modificar los modos de manejo, activar el control por voz o encender y apagar el motor. También tiene un sistema de información proyectada en el parabrisas.

## SF90 XX

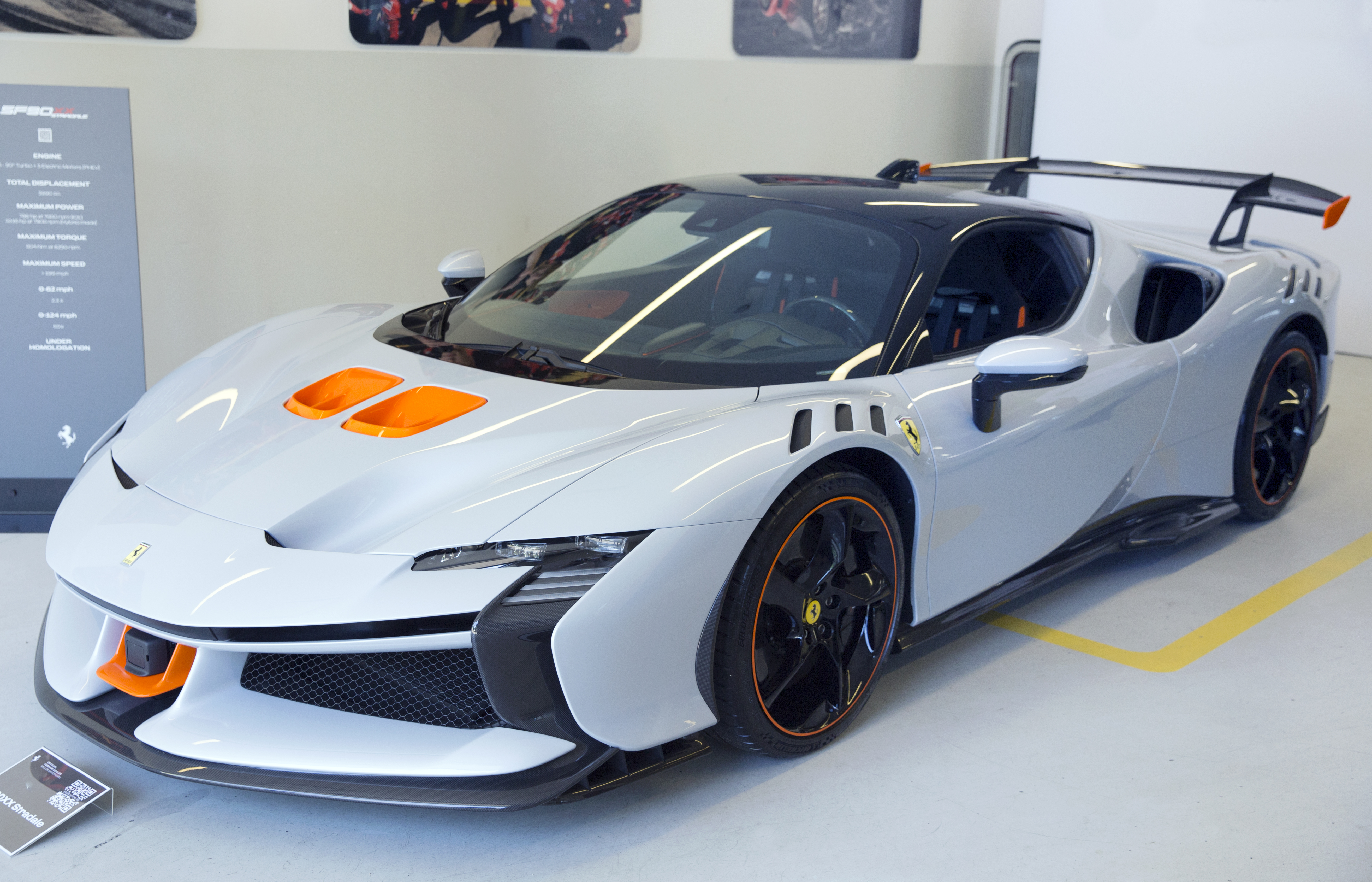
Modelo 2024 en blanco ártico

Las variantes XX del cupé y Spider tienen 1030 CV (1016 HP; 758 kW). Son la versión más innovadora y extrema como un "versión especial", es decir, destinados a llevar al límite sus prestaciones. Su producción ha sido limitada a 799 unidades del cupé y 599 de la variante descapotable.
La carrocería es más larga, más ancha y también más baja. En el interior hay cambios para reducir el peso, como: paneles de las puertas, alfombrillas y consola, mediante el empleo de fibra de carbono y tejidos técnicos. El asiento tiene la estructura tubular vista de fibra de carbono que pesa alrededor de 1,3 kg (2,9 libras) menos.
El sistema híbrido con el V8 biturbo y los tres motores eléctricos da 30 CV (30 HP; 22 kW) más que en la versión convencional. Esa ganancia se obtiene gracias al aumento en la potencia del V8 que sube de 780 a 797 CV (769 a 786 HP) (574 a 586 kW); y a mejoras en la unidad eléctrica de hasta 233 CV (230 HP; 171 kW). La autonomía eléctrica sigue siendo de 25 km (16 millas) y la velocidad utilizando únicamente los motores eléctricos también se mantiene hasta 135 km/h (84 mph).
La potencia máxima está disponible únicamente durante un intervalo de tiempo y si se tiene seleccionado el modo «Qualifying» con la función «extra boost». El V8 tiene nuevos pistones, mayor relación de compresión, diferente geometría en la cámara de combustión, con los múltiples de admisión y escape pulidos. Además es 3,5 kg (8 libras) más ligero debido a que se ha eliminado el sistema de aire secundario. El sistema de refrigeración ha sido mejorado aumentando la eficacia de los radiadores.
El fabricante afirma que ha trabajado en el sonido del motor para realzar la intensidad y mejorar la calidad en el rango medio. Además se ha revisado la secuencia de accionamientos y se ha optimizado el ciclo de presión en la cámara de combustión para maximizar la intensidad del sonido en los cambios de marcha.
Hay mejoras en el sistema de frenado por la utilización del sistema ABS evo, una versión evolucionada que mejorar las frenadas repetitivas en seco y nuevos frenos de disco delanteros que tienen mejor disipación del calor, mientras que los traseros son de mayor diámetro con 390 mm (15,4 pulgadas), en lugar de los 360 mm (14,2 pulgadas), además de emplear otras pastillas con mayor coeficiente de fricción y superficie de contacto.
Se ha duplicado la carga aerodinámica vertical en los SF90 XX implementando un alerón trasero que Ferrari denomina fijo pero que tiene dos geometrías de trabajo llamadas LD (Low Drag, baja resistencia) y HD (High Drag, alta resistencia). Esta es la explicación que da Ferrari sobre su funcionamiento: «En LD se eleva, carenando la parte fija y minimizando la resistencia en favor del rendimiento longitudinal, mientras que en la HD se baja, cerrando el blow-off y permitiendo así que el flujo golpee la parte fija. Se crea así una zona de sobrepresión que, además de generar carga trasera vertical, impone una componente vertical al flujo entrante, permitiendo entonces que el coche alcance la máxima carga aerodinámica trasera, igual a 315 kg (694 libras) a 250 km/h (155 mph)».

## Assetto Fiorano

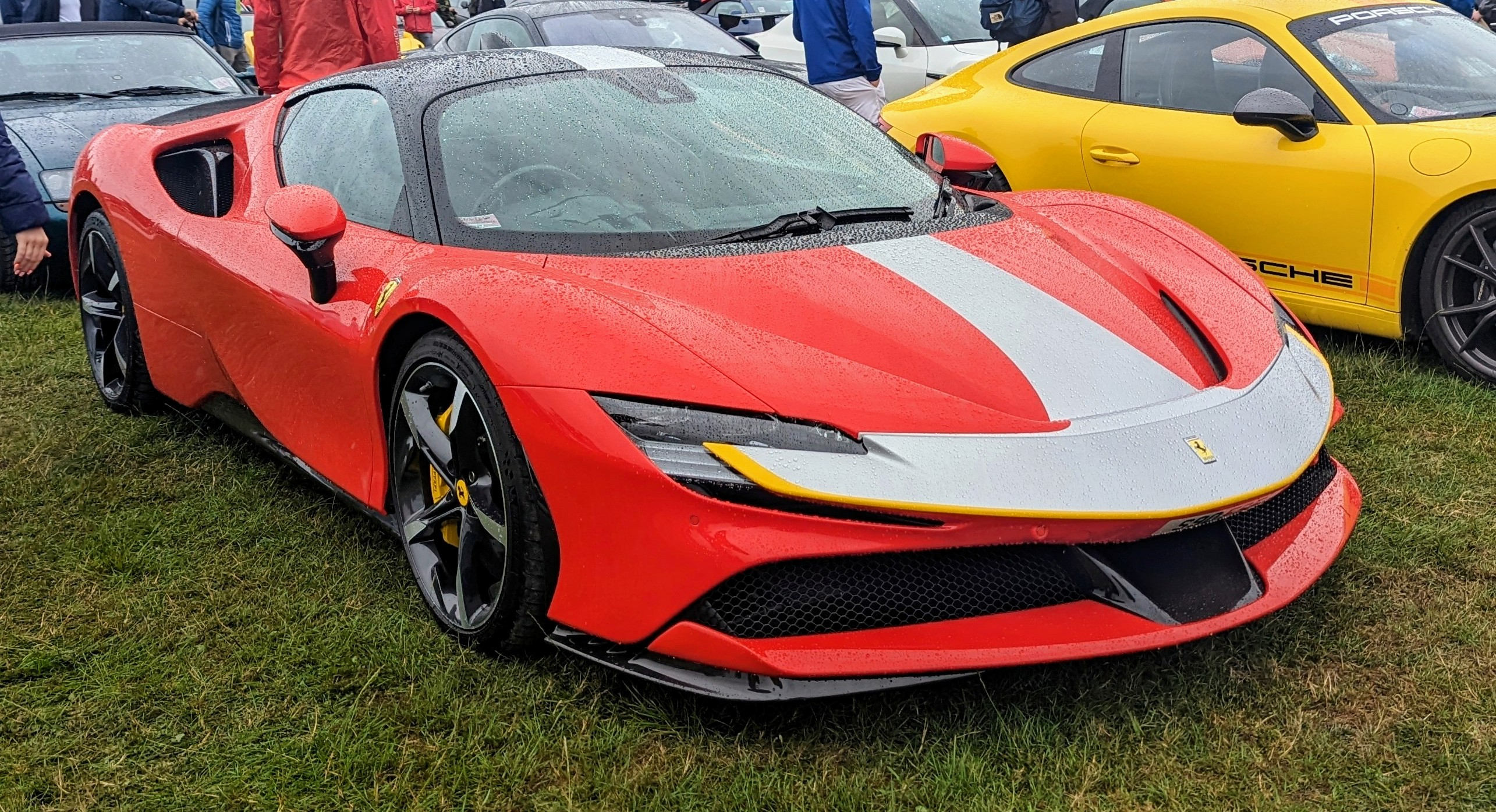
Versión Assetto Fiorano

Una versión con un mayor rendimiento llamada SF90 Stradale Assetto Fiorano, también estaba disponible. Tiene amortiguadores Multimatic, derivados de los coches de carreras, que mejora la precisión en curvas; y partes de fibra de carbono de peso ligero incrustadas en los paneles de las puertas y debajo de la carrocería. Cuenta con neumáticos Michelin Pilot Sport Cup 2, optimizados para uso en seco y que ofrecen un agarre excepcional a alta velocidad. También emplea un sistema de escape de titanio de peso ligero, así como en la suspensión. Estas medidas ahorran 30 kg (66 libras), comparándolo con el modelo SF90 Stradale estándar.
La tecnología híbrida enchufable le permite circular en zonas urbanas con restricciones de emisiones, ofreciendo una autonomía eléctrica de hasta 25 km (16 millas) en modo eDrive. En tránsito urbano, los motores eléctricos permiten un manejo silencioso y libre de emisiones, mientras que en carretera abierta o en circuito, el empuje instantáneo de los motores eléctricos se combina con la potencia del V8 para ofrecer una aceleración y respuesta extraordinaria.
La eficiencia aerodinámica define su rendimiento, ya que el alerón trasero de fibra de carbono y el sistema «shut-off Gurney» generan hasta 390 kg (860 libras) de carga aerodinámica a 250 km/h (155 mph), mejorando notablemente la estabilidad en curvas rápidas y en frenadas a alta velocidad.
Para esta versión se ofrece una exclusiva combinación bicolor inspirada en modelos históricos como el Ferrari 250 LM, con una franja que recorre el cofre hasta el alerón trasero. En su interior cuenta con asientos de competición y una placa que identifica su número de producción limitada. Las diferencias en prestaciones entre el SF90 Stradale y el Assetto Fiorano responden a la reducción de peso, a las mejoras aerodinámicas, como el alerón trasero de fibra de carbono, a la suspensión específica y a los neumáticos de mayor adherencia. El sistema híbrido se mantiene sin cambios.

## Producción
A principios de agosto de 2024, se anunciaba que el SF90 Stradale y el 812 GTS saldrían del piso de producción de la fábrica, sobre todo por la alta demanda del 12Cilindri que motivó al fabricante a tomar esta decisión. La marca italiana lo ha comunicado durante su informe financiero del segundo trimestre de ese año, en el que señaló que comenzaron las entregas del SF90 XX, pero que el modelo normal ha sido "retirado gradualmente".

## En la cultura popular
Ha aparecido en algunas series de videojuegos de carreras, tales como: Forza, The Crew Motorfest, Real Racing 3, Asphalt, Need for Speed, entre otros.
También ha aparecido como juguete de la marca Playmobil bajo la licencia de Ferrari.